# The Police
The Police – zespół rockowy składający się z basisty i wokalisty Stinga, gitarzysty Andy’ego Summersa oraz perkusisty Stewarta Copelanda. Grupa stała się znana na całym świecie pod koniec lat 70., grając muzykę rockową z elementami jazzu, reggae oraz punk rocka. Ich piąty i obecnie ostatni album Synchronicity, wydany w 1983 roku, dotarł do pierwszego miejsca list w Wielkiej Brytanii i Stanach Zjednoczonych sprzedając się tam w ponad ośmiomilionowym nakładzie.
Zespół rozpadł się w połowie lat 80., jednak reaktywował się w 2007 roku ogłaszając światową trasę koncertową trwającą do września 2008 roku. Do 2007 roku zespół sprzedał ponad 50 milionów albumów na całym świecie, w tym ponad 22 miliony w samych Stanach Zjednoczonych. Magazyn Rolling Stone uplasował zespół na 70. miejscu stu największych artystów wszech czasów.

## Historia

### 1977: Początki
Zespół został założony przez perkusistę Stewarta Copelanda w 1977 roku. Po rozpadzie jego rockowego zespołu Curved Air postanowił stworzyć nowy zespół punkrockowy. Wokalista i basista Sting oraz gitarzysta Henry Padovani rozpoczęli wspólne próby wraz z Copelandem w styczniu 1977 roku. Efektem był debiutancki singel „Fall Out”/„Nothing Achieving”, który ukazał się miesiąc później za pieniądze managera Paula Mulligana. W marcu i kwietniu The Police odbyli pierwsze trasy koncertowe z zespołami Cherry Vanilla i Wayne County & the Electric Chairs.
W maju były muzyk zespołu Gong, Mike Howlett, zaproponował Stingowi oraz Copelandowi udział w koncercie reaktywacyjnym zespołu pod nazwą Strontium 90. Do zespołu dołączył Andy Summers. Strontium 90 nagrało kilka utworów demo oraz wystąpiło 28 maja 1977 roku w Circus Hippodrome w Paryżu na koncercie zespołu Gong. Utwory z tego koncertu oraz demo ze studia ukazały się na albumie Strontium 90: Police Academy wydanym w 1997 roku.
W lipcu do The Police dołączył Andy Summers tworząc kwartet. W tym składzie zespół po raz pierwszy zaprezentował się 25 lipca w klubie The Music Mashine w Londynie. 10 sierpnia zespół odbył sesję nagraniową z producentem Johnem Calem, która jednak nie została dokończona. 12 sierpnia zespół opuścił Henry Padovani zdając sobie sprawę z braku umiejętności. 18 sierpnia w klubie Rebbeca w Birmingham grupa wystąpiła w najbardziej znanym składzie Sting-Summers-Copeland, który utrzymał się już do końca działalności zespołu.
22 października zespół wystąpił w Monachium we współpracy z niemieckim kompozytorem muzyki elektronicznej Eberhardem Schoenerem. W maju 1978 roku zespół ponownie udał się do Niemiec, aby kontynuować współpracę.

### 1978–1979:Outlandos d’AmouriReggatta de Blanc
Dobra sprzedaż singla „Fall Out” oraz pieniądze za występ w Niemczech umożliwiło zespołowi nagranie debiutanckiego albumu. 13 stycznia 1978 roku zespół wszedł do Surrey Sound Studios w Leatherhead w hrabstwie Surrey. Zespół nagrał wtedy kilka utworów, między innymi „Roxanne”. Dzięki staraniom Milesa Copelanda, brata Stewarda utwór ukazał się na singlu 7 kwietnia nakładem wytwórni A&M Records, jednak nie osiągnął on większych sukcesów. Prace nad albumem ukończono w sierpniu. Singlem promującym album został wydany we wrześniu „Can't Stand Losing You”, który dotarł do pierwszej czterdziestki brytyjskiej listy przebojów. Na stronie B znalazł się wydany ponownie utwór „Roxanne” docierając do 12. miejsca na brytyjskiej oraz 32. na amerykańskiej liście. Album Outlandos d’Amour ukazał się 15 listopada 1978 roku nakładem A&M Records.
W międzyczasie, na przełomie października i listopada, zespół odbył serię koncertów w Stanach Zjednoczonych grając między innymi w klubie CBGB w Nowym Jorku. The Police wrócili do Ameryki w 1979 roku na trasę koncertową trwającą od marca do maja promującą debiutancki album, który na tamtejszym rynku ukazał się w lutym.
13 lutego 1979 roku zespół pojawił się w studiu by nagrać materiał na drugą płytę. Pracę ukończono 3 sierpnia, a pierwszym singlem został wydany 7 sierpnia „Message in a Bottle”. Sam album Reggatta de Blanc ukazał się 5 października i podobnie jak singel go promujący dotarł do pierwszego miejsca brytyjskiej listy przebojów. W grudniu ukazał się kolejny singel – „Walking on the Moon”, który, pomimo pierwszego miejsca na brytyjskiej liście, nie został w ogóle odnotowany na liście amerykańskiej.
W tym czasie zespół intensywnie koncertował. Brytyjskie tournée trwało od 10 do 23 września po czym od końca września do grudnia trwała trasa koncertowa po USA i Kanadzie. Pod koniec grudnia grupa wystąpiła także we Francji, Niemczech oraz ponownie w Wielkiej Brytanii.

### 1980:Zenyatta Mondatta
20 stycznia 1980 roku w Nowym Jorku zespół rozpoczął swoją pierwszą ogólnoświatową trasę koncertową. W lutym zespół wystąpił w Japonii, Australii i Nowej Zelandii. W marcu i kwietniu grupa odwiedziła Indie, Egipt, Grecję, Włochy, Niemcy, Francję, Belgię i Holandię. Trasa zakończyła się 28 kwietnia w Newcastle. W maju w Wielkiej Brytanii wytwórnia A&M wydała komplet pięciu dotychczasowych singli wydanych przez wytwórnię oraz utwór „The Bed’s Too Big Without You” pod nazwą „Six Pack”. Kolekcja dotarła do 17 miejsca listy singli.
7 lipca zespół, naciskany przez wytwórnię, wszedł do studia Wisseloord w Hilversum w Holandii aby nagrać swój trzeci album. Podczas sesji grupa wystąpiła na koncercie charytatywnym Reggatta de Bowl zorganizowanym 26 lipca w Milton Keynes. Następnie w sierpniu zespół wystąpił na serii koncertów w Europie. Album Zenyatta Mondatta wydany został 3 października i podobnie jak album Reggatta de Blanc uplasował się na szczycie brytyjskiej listy. Singlami promującymi album zostały utwory „Don't Stand So Close to Me”, oraz „De Do Do Do, De Da Da Da”, oba wydane w październiku 1980 roku.
W grudniu zespół odbył tournée po Ameryce Północnej odwiedzając USA, Kanadę i Meksyk. Ze względu na problemy Stinga z gardłem zespół odwołał koncerty w Ameryce Południowej dając jedynie trzy koncerty w Argentynie. W tym czasie album Zenyatta Mondatta osiągnął status złotej płyty, a następnie, w lutym 1981 roku, platynowej.

### 1981–1982:Ghost in the Machine

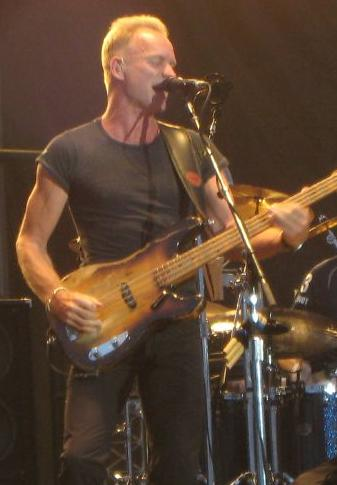
Sting

Na początku 1981 zespół koncertował w Japonii, Australii i Nowej Zelandii. Następnie członkowie grupy udali się na odpoczynek by 15 czerwca rozpocząć nagrywanie czwartej płyty. Prace nad albumem trwały do września w studiu AIR na Karaibach.
W połowie roku ukazały się dwa single promujące nadchodzący album. Utwór „Invisible Sun” ukazał się w Anglii, natomiast „Every Little Thing She Does Is Magic” w pozostałej części świata. Podobnie jak przy wcześniejszych utworach grupy, BBC odmówiło pokazywania teledysku w telewizji, tym razem ze względu na zbytnie upolitycznienie. Album Ghost in the Machine, wyprodukowany przy współpracy z Hugh Padghamem, wydany został 2 października 1981 i szybko dotarł na pierwsze miejsce list przebojów, aby w grudniu stać się platynową płytą w Stanach Zjednoczonych.
W tym samym czasie grupie zaproponowano skomponowanie utworów do filmu Syrop z siarki i piołunu (Brimstone & Treacle) na podstawie sztuki Dennisa Pottera, w którym jedną z głównych ról, obok Denholma Elliota i Joana Plowrighta miał zagrać Sting, który rozpoczynał wtedy przygodę z aktorstwem. Wcześniej zagrał w filmie Kwadrofinia (Quadrophenia), ekranizacji rock opery The Who pod tym samym tytułem oraz filmach Radio On i Artemis 81.
Od października do grudnia zespół koncertował w Niemczech, gdzie grali razem z sekcją dętą z zespołu The Chops, oraz Wielkiej Brytanii, występując między innymi na stadionie Wembley. Z kolei od stycznia do kwietnia grupa zorganizowała kolejne światowe tournée grając w Europie i obu Amerykach.
W lutym The Police uhonorowano dwiema nagrodami Grammy: za najlepszy rockowy występ duetu lub zespołu z wokalistą za utwór „Don't Stand So Close to Me” oraz najlepszy rockowy występ instrumentalny za „Behind My Camel”. Grupa otrzymała także Brit Awards w kategorii najlepsza brytyjska grupa muzyczna.
Ścieżka dźwiękowa z filmu Syrop z siarki i piołunu ukazała się we wrześniu 1982 roku. Zawierała ona kilka nowych utworów grupy, w tym „I Burn For You” oraz pierwszy solowy singel Stinga pod tytułem „Spread a Little Happiness”. W międzyczasie Andy Summers nagrał pierwszy z dwóch albumów we współpracy z Robertem Frippem – I Advance Masked.

### 1983:Synchronicity
W grudniu 1982 roku zespół powrócił do studia na Karaibach, aby rozpocząć nagrywanie materiału na piątą, i jak na razie ostatnią, studyjną płytę. Pod koniec maja wydano singel „Every Breath You Take”, który napisał Sting, mieszkając w domu Iana Fleminga, twórcy postaci Jamesa Bonda. Utwór zadebiutował na pierwszym miejscu na brytyjskiej liście przebojów oraz przez osiem miesięcy utrzymywał się na pierwszym miejscu amerykańskiej listy Billboard Hot 100 stając się największym przebojem zespołu.
Album Synchronicity ukazał się 10 czerwca 1983 roku uzyskując status platynowej płyty w Stanach Zjednoczonych w tym samym miesiącu oraz siedemnaście miesięcy zajmując najwyższe miejsce na amerykańskiej liście Billboard 200. Album często uznawany jest za najlepszy album zespołu i jeden z najlepszych lat 80. Po singlu „Every Breath You Take” wydano kolejno „Wrapped Around Your Finger”, „Synchronicity II” oraz na początku roku „King of Pain”. Wszystkie single, oprócz ostatniego, zostały zobrazowane teledyskami w reżyserii Godley & Creme.
Od 23 lipca do marca 1984 roku zespół odbył trasę koncertową grając kolejno w USA, Kanadzie, Europie i ponownie w Stanach Zjednoczonych po której zespół zrobił sobie przerwę.
W styczniu 1984 roku The Police otrzymali trzy nominacje do American Music Awards w kategoriach: najlepsza grupa pop/rock, najlepszy album pop/rock za album Synchronicity oraz najlepszy singel pop/rock za „Every Breath You Take”. Ostatecznie jednak, dwie statuetki otrzymał Michael Jackson (singel „Billie Jean” oraz album Thriller) a jedną Daryl Hall & John Oates. W tym samym roku zespół nominowany został do czterech nagród Grammy, zwyciężając w kategorii utwór roku za „Every Breath You Take”, najlepsze rockowe wykonanie za „Synchronicity II” oraz popowe wykonanie, ponownie za „Every Breath You Take”. Album Synchronicity przegrał rywalizację, podobnie jak w American Music Awards, z Thrillerem Michaela Jacksona.

### Rozpad
W 1986 roku zespół po raz ostatni wystąpił na scenie w XX wieku. W czerwcu The Police dali trzy koncerty w Atlancie, Chicago i East Rutherford zorganizowane przez Amnesty International pod nazwą A Conspiracy of Hope Tour.
W lipcu zespół postanowił zebrać się w studiu aby nagrać nowy album, jednak ze względu na wewnętrzne konflikty (głównie pomiędzy Stingiem a Copelandem) zespół nie był w stanie nagrać nowego materiału. Zamiast nowego materiału grupa ograniczyła się do nagrania nowych wersji utworów „De Do Do Do, De Da Da Da” oraz „Don't Stand So Close to Me”. Drugi z utworów został w październiku wydany jako singel promujący składankę Every Breath You Take: The Singles docierając do pierwszej trzydziestki brytyjskiej listy.
Pomimo iż oficjalnie zespół się nie rozpadł, solowa kariera Stinga uniemożliwiła dalsze funkcjonowanie zespołu. Rok wcześniej artysta wydał dobrze przyjętą płytę solową The Dream of the Blue Turtles. W 1987 roku Copeland założył zespół Animal Logic, z którym następnie wydał dwa albumy w 1989 i 1991 roku. W tym samym czasie ukazała się druga solowa płyta Stinga, …Nothing Like the Sun oraz album XYZ Summersa. W 1992 roku Sting ożenił się z brytyjską aktorką Trudie Styler. Jako że Summers i Copeland zostali zaproszeni, goście weselni przymusili muzyków do wspólnego występu, podczas którego wykonali „Roxanne” oraz „Message In A Bottle”.
W 1995 roku dyskografię zespołu uzupełniły dwupłytowy, koncertowy album Live! na który składa się koncert zarejestrowany 27 listopada 1979 roku w Orpheum Theatre w Bostonie oraz z listopada 1983 roku w Atlancie oraz reedycja Every Breath You Take: The Singles. W międzyczasie ukazały się inne albumy kompilacyjne: Greatest Hits we wrześniu 1992 roku oraz czteropłytowy box Message in a Box: The Complete Recordings we wrześniu 1993 roku.
10 marca 2003 roku zespół The Police został wprowadzony do Rock and Roll Hall of Fame. Z tej okazji The Police wystąpili podczas gali wykonując utwory „Roxanne”, „Message in the Bottle” oraz „Every Breath You Take”, zaśpiewany razem ze Stevenem Tylerem, Gwen Stefani i Johnem Mayerem. Jednak mimo oczekiwań ze strony fanów zespół nie zdecydował się na trasę koncertową. Rok później Sting i Copeland wystąpili gościnnie w utworze „Welcome Home” Henriego Padovaniego odtwarzając tym samym pierwotny skład grupy. Również w 2004 roku magazyn Rolling Stone umieścił zespół na 70. miejscu listy stu najlepszych zespołów rock and rollowych wszech czasów.
W 2006 roku opublikowany został film dokumentalny Everyone Stares: The Police Inside Out w reżyserii Stewarta Copelanda nakręcony na taśmie Super 8 mm podczas prób i koncertów zespołu pod koniec lat 70. Również w 2006 Andy Summers wydał swoją autobiografię zatytułowaną One Train Later, którą z pomocą reżysera Laurena Lazina i producenta Nicholasa Cage’a zamierza przekształcić w film dokumentalny gotowy w 2009 roku. Tymczasem Sting kontynuuje karierę solową. Jego najnowszy album, 'Symphonicities zawiera zarówno jego solowe dokonania, jak i wczesne utwory The Police, w aranżacji symfonicznej.

### Reaktywacja

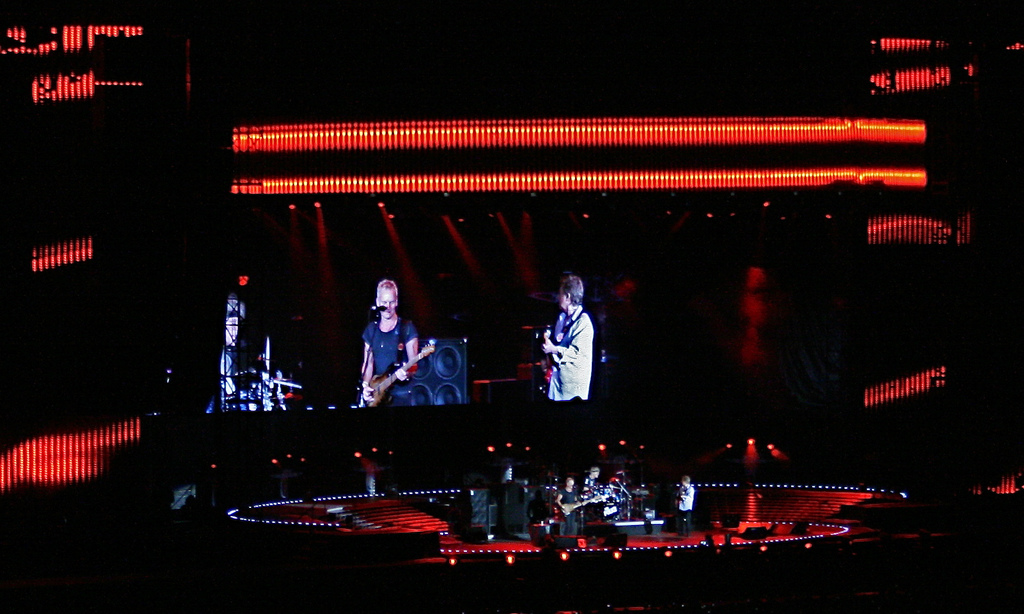
The Police wykonuje „Roxanne” podczas koncertu w Turynie w 2007 roku

Na początku 2007 roku pojawiły się informacje, iż trio się reaktywuje i odbędzie trasę koncertową aby uczcić trzydziestą rocznicę powstania zespołu. Z tej okazji wytwórnia A&M postanowiła także wydać reedycje płyt grupy oraz kilkupłytowego albumu z niepublikowanymi wcześniej utworami. 22 stycznia magazyn Side-Line zamieścił informację na temat występu grupy podczas rozdania nagród Grammy dodając, iż zespół zagra „Roxanne”. Informacje te wkrótce się potwierdziły. Magazyn dodał również, że grupa przygotowuje się także do światowej trasy koncertowej. Informacje te potwierdził magazyn Billboard cytując wypowiedź Andy’ego Summersa z 2006 roku na temat działalności zespołu.
11 lutego 2007 roku The Police wystąpili podczas 49. gali rozdania nagród Grammy w Los Angeles zapowiadając przed wykonaniem „Roxanne”: „Nazywamy się The Police i wróciliśmy”. Dzień później zespół wystąpił w klubie „Whisky A Go Go” w Hollywood dla 20 osób zarejestrowanych na stronie Sting.com. Przed występem odbyła się konferencja prasowa, podczas której muzycy oficjalnie potwierdzili powrót na scenę.
Trasa The Police Reunion Tour rozpoczęła się 28 maja w Vancouver, gdzie The Police zagrało dla 22 tysięcy osób, jednak Stewart Copeland ocenił występ jako „niewiarygodnie słaby”:

Uderzyłem w gong w złym momencie i wielkie, pompatyczne otwarcie imprezy zmieniło się w niewypał. Zwykle potrzeba czterech, pięciu koncertów, żeby zaliczyć klapę. Ale my jesteśmy The Police, więc jak zawsze trochę wyprzedzamy harmonogram.

Koncerty w Ameryce Północnej trwały do 5 sierpnia, a następnie od 29 sierpnia w Europie. Pod koniec października zespół powrócił do Ameryki Północnej, następnie dał pięć koncertów w Ameryce Południowej. W 2008 roku grupa odwiedziła Australię, Azję oraz Hawaje. Od maja The Police ponownie występowali w Ameryce Północnej, Europie oraz finalnie w Stanach Zjednoczonych. Największy koncert trasy odbył się w Dublinie, gdzie muzycy wystąpili dla 82 tysięcy fanów. Dzięki trasie koncertowej zarobili ponad 210 milionów dolarów.

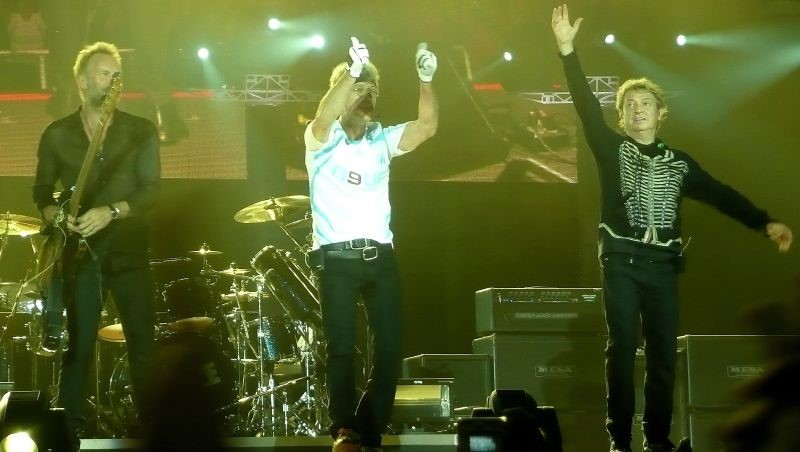
The Police w Marsylii, 2008

Podczas drugiej części występów w Europie zespół po raz pierwszy wystąpił w Polsce. Koncert odbył się 26 czerwca na Stadionie Śląskim w Chorzowie. Jako support wystąpił zespół Counting Crows.
W lutym 2008 roku zespół ogłosił, iż po zakończeniu trasy koncertowej zespół ponownie się rozpadnie. Wbrew zapowiedziom zespół nie nagra także nowej płyty. Po zakończeniu tournée Sting planuje nagrywanie nowego materiału.

Nie potrafię pisać w trasie. Nigdy tego nie robiłem. Potrzebuję spokoju i ciszy, więc kupiłem sobie dom we Włoszech. Jeżdżę tam i czekam na natchnienie albo chodzę na długie spacery myśląc o tym, czego nauczyłem się w ostatnich latach i co mogłoby zainteresować moich słuchaczy.

Ta trasa zajmie nam czas do lutego. Nowa płyta oznaczałaby kolejne trzy miesiące z dala od domu. Nie chcę poświęcać na to tyle czasu. Po upływie roku rozstaniemy się będąc nadal przyjaciółmi. Sting i Andy są bardzo ważnymi dla mnie osobami, z którymi miałem w przeszłości sporo nieporozumień i kłótni. Jesteśmy zupełnie jak bracia. To będzie fantastyczny rok. Czego jeszcze moglibyśmy chcieć?

Ostatni koncert miał miejsce 7 sierpnia w Nowym Jorku w Madison Square Garden, gdzie przed The Police wystąpili The B-52’s. Podczas całej trasy zespół sprzedał 3,7 miliona biletów zarabiając 358 milionów dolarów, stając się trzecią najlepiej zarabiającą trasą koncertową wszech czasów.
4 września 2008 The Police oraz Best Buy ogłosili wypuszczenie kolekcjonerskiego box setu Certifiable: Live in Buenos Aires zawierający występ zarejestrowany w Buenos Aires. Zestaw wydany został w trzech wersjach zawierających odpowiednio 2DVD/2CD, 1 płyta Blu-Ray/2CD lub 3 płyty winylowe. Ponadto kolekcja zawiera dodatkowy materiał filmowy w postaci filmu dokumentalnego Jordana Copelanda „Better Than Therapy”. Box set wydany został 11 listopada 2008 w sieci Best Buy.

### Dalsze losy
W 2018 roku ukazała się płyta Flexible Strategies, będąca kompilacją utworów ze stron B singli promujących albumy studyjne.
W 2023 minęło 40 lat od premiery albumu Synchronicity. Z tej okazji, w 2024 roku wydany został box set zawierający 6 płyt, na których znalazły się m.in. wersje demo utworów, niepublikowane wcześniej wydania czy nagrania koncertowe. Dodatkowo, znalazło się tam także dużo materiałów z archiwum.

## Skład
- Sting – gitara basowa, wokal
- Andy Summers – gitara, chórki
- Stewart Copeland – perkusja, chórki

### Byli członkowie zespołu
- Henry Padovani – gitara (1977)

## Dyskografia
- Outlandos d’Amour (1978)
- Reggatta de Blanc (1979)
- Zenyatta Mondatta (1980)
- Ghost in the Machine (1981)
- Synchronicity (1983)

## Nagrody

### Brit Awards
- 1982 – najlepsza brytyjska grupa muzyczna
- 1985 – wybitne zasługi dla brytyjskiej muzyki

### Nagroda Grammy
- 1980 – najlepszy rockowy występ instrumentalny za „Reggatta de Blanc”
- 1982 – najlepszy rockowy występ duetu lub zespołu z wokalistą za „Don't Stand So Close to Me”
- 1982 – najlepszy rockowy występ instrumentalny za „Behind My Camel”
- 1984 – utwór roku za „Every Breath You Take”
- 1984 – najlepszy popowy występ duetu lub zespołu z wokalistą za „Every Breath You Take”
- 1984 – najlepszy rockowy występ duetu lub zespołu z wokalistą za „Synchronicity II”

### Rock and Roll Hall of Fame
- Zespół został wprowadzony do Rock and Roll Hall of Fame 11 marca 2003 roku[34].